# Спаржа Палласа
Спа́ржа Па́лласа (лат. Aspāragus pallāsii) — многолетнее травянистое растение; вид рода Спаржа (Asparagus) семейства Спаржевые (Asparagaceae).

## Ботаническое описание
Травянистый многолетник с плотным коротким корневищем, высотой 15—50 (до 70) см, с извилистым, часто стелющимся и вьющимся стеблем; ветви шероховатые, отходят под прямым углом, реже под острым и часто дуговидно изогнуты, кое-где очень мелко хрящевато-бугорчатые.
Кладодии по 4—10 в пучке, 10 (3—20) мм длиной и 0,5—0,75 мм шириной, обыкновенно серповидно изогнутые и расходящиеся, длиннее междоузлия. Чешуевидные листья с острым коротким шпорцем.
Цветки на более или менее длинных цветоножках, 5—10 (до 12) мм длиной, с сочленением вблизи цветка или значительно выше середины, расположены как по главной оси, так и по ветвям. Околоцветник пыльниковых цветков узковорончатый, 4,5—6 мм длиной, большей частью красноватый. Пыльники продолговатые, короче нитей. Околоцветник пестичных цветков 2—3,5 мм длиной, широковорончатый, розовый. Цветёт в мае.
ягода шаровидная, блестящая, красная (реже коричневая), 5—7 мм диаметром.

## Распространение и местообитание
Европейская часть России, Нижнее Поволжье, Западная Сибирь, север Средней Азии. На Украине — в Донецкой, Одесской, Николаевской, Херсонской, Кировоградской областях.
Лимитирующие факторы — выпас скота, изменение режима засоления.

## Охранный статус

### В России
В России вид входит в Красные книги Астраханской, Саратовской, Кемеровской и Волгоградской областей. Растёт на территории Хакасского заповедника, Тарханкутского национального парка.

### На Украине
Входит в Красную книгу Украины, охраняется в Черноморском биосферном заповеднике, в РЛП «Кинбурнская коса» (Николаевская область), в заказнике общегосударственного значения «Белосарайская коса» (Донецкая область).